# L'Évangile selon Jésus-Christ
 (juillet 2025).
Si vous disposez d'ouvrages ou d'articles de référence ou si vous connaissez des sites web de qualité traitant du thème abordé ici, merci de compléter l'article en donnant les références utiles à sa vérifiabilité et en les liant à la section « Notes et références ».
L'Évangile selon Jésus-Christ (en portugais O Evangelho Segundo Jesus Cristo) est un roman de l'écrivain portugais et prix Nobel de littérature José Saramago, paru en 1991. C'est une relecture iconoclaste des évangiles en les écrivant depuis le point de vue de Jésus Christ. Le livre suit la chronologie des évangiles, néanmoins l'enfance et l'adolescence de Jésus y sont bien plus développées.

## Résumé
Le livre commence par la conception de Jésus à Nazareth. Quatre semaines plus tard un mendiant qui prétend être un ange annonce sa grossesse à Marie, lui laissant en cadeau un étrange feu inextinguible au fond de l'écuelle de soupe qu'elle lui a tendue. Plus tard à Bethléhem, Jésus naît dans une grotte et trois bergers ainsi que "l'ange" lui apportent des présents.
Comme dans l'évangile selon Matthieu, Hérode est averti de la naissance du "Roi des Juifs", il ordonne donc le Massacre des Innocents. Joseph qui a eu connaissance à l'avance du plan d'Hérode sauve son fils mais néglige de prévenir les autres familles du village. À la suite de cet événement il sera rongé par le remords et poursuivi par des cauchemars toute sa vie.
Alors que Jésus entre dans l'adolescence, Joseph est crucifié par les Romains qui le prennent pour un combattant zélote. À partir de ce moment, Jésus hérite des cauchemars paternels. Marie lui explique que l'origine de ses rêves est le massacre des enfants. Mais ne pouvant supporter cette révélation, Jésus décide alors de quitter sa famille.
Pendant son exil, Jésus fait la rencontre d'un berger qui pendant quatre ans lui apprend la garde des brebis. Ce dernier se révélera à la fois être le Diable et l'ange annonciateur du début du livre. Alors que Jésus part à la recherche d'une brebis égarée, sa préférée depuis que ce fut un agneau, il rencontre Dieu dans le désert sous la forme d'une colonne de fumée. Celui-ci lui fait entrevoir un destin particulier et l'oblige à sacrifier sa brebis préférée. Cet acte de soumission déclenche la colère du Diable qui le chasse. Jésus décide de rentrer à Nazareth retrouver sa famille.
Sur le chemin du retour, une ancienne blessure à son pied se remet à saigner. Aux abords du village de Magdala il rencontre une femme prénommée Marie. Elle soigne son pied. Jésus tombe immédiatement amoureux de Marie de Magdala qui est en fait une prostituée. Il reste avec elle huit jours pendant lesquels il connaitra le plaisir charnel.
Une fois rentré à Nazareth il se heurte à l'incrédulité des membres de sa famille face à ses propos sur les rencontres avec Dieu et le Diable. Dès le lendemain de son retour en famille il décide de s'exiler à nouveau et retourne chez Marie de Magdala, celle-ci ayant renoncé à son métier de prostituée suite à sa rencontre avec Jésus. Ensemble ils partent sur les routes.
Jésus trouve du travail en tant que pêcheur sur le lac de Tibériade et accomplit ses premiers miracles. Là-bas Dieu et le Diable lui rendent visite, et Dieu lui révèle le destin qu'il a choisi pour lui : créer le christianisme afin d'étendre son pouvoir sur d'autres peuples que le seul peuple juif, avec tout le bagage de souffrances et de guerres que cela impliquera. Bien que Jésus refuse initialement de suivre ce plan, il ne pourra pas s'y soustraire car Dieu est tout puissant.
C'est ainsi que Jésus devient prophète, exhorte les gens au repentir, et prêche la « bonne nouvelle » avec ses douze disciples tout en accomplissant des miracles. Angoissé par le sort inéluctable qui l'attend, il est même tenté de le devancer : il sera donc arrêté et crucifié comme Dieu l'a voulu. Le livre se termine sur Jésus qui meurt en demandant pardon aux Hommes de ce qu'a fait son Père et sur une étrange silhouette qui s'éloigne après avoir probablement déposé aux pieds de la croix l'écuelle du début.

## Thèmes
L'ouvrage fait la part belle au thème de la culpabilité. La culpabilité frappe Joseph et l'amène à la mort. Jésus souffrira à son tour des remords liés aux massacres lors de sa naissance. Et que dire de la culpabilité de Dieu face aux massacres accomplis en son nom ?
Paradoxalement, le personnage le plus sympathique est celui de Satan. En effet, c'est lui qui après le sacrifice par Jésus de son agneau préféré lui dira Tu n'as donc rien appris témoignant ainsi de sa compassion.

## Style
Comme dans de nombreux romans Saramago utilise de longues phrases rythmées par des virgules et sans guillemets (qui n'ont rien à voir avec le style bref et incisif des Évangiles, surtout les Synoptiques).
Ce roman contient des expressions anachroniques pour la période où se déroule le récit. Par exemple : "mère porteuse" et "centre de décision".